# Десятихатники

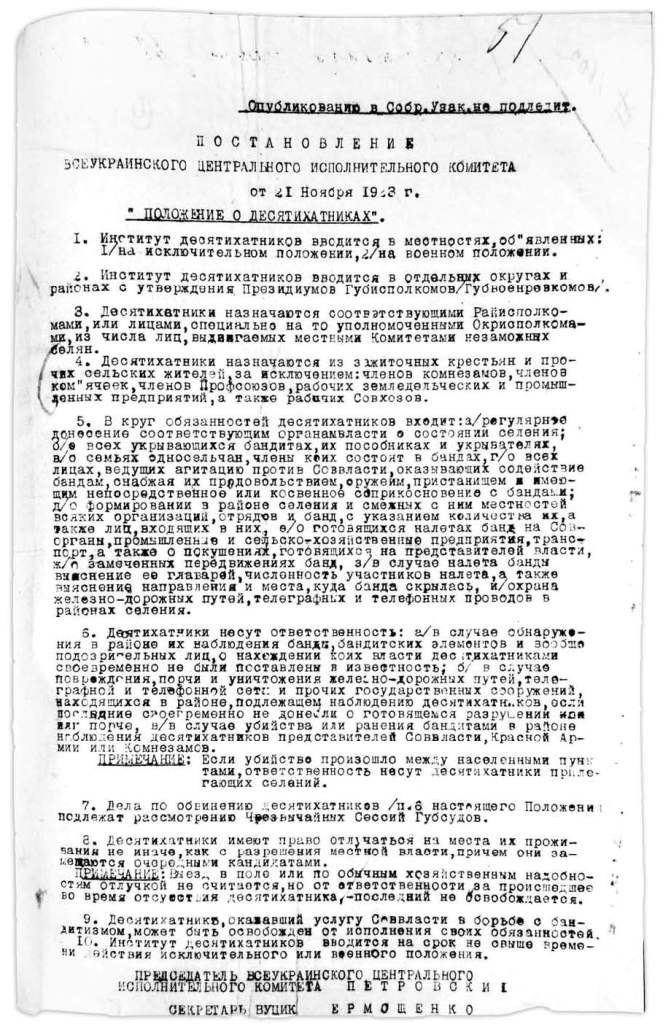
Постанова ВУЦВК від 21 листопада 1923 року про затвердження «Положення про десятихатників» 21.11.1923 р. (ДАЖО Р-28, оп. 6, спр. 38, арк. 51.)

Десятиха́тники (п'ятихатники) — спеціально призначені особи з місцевих жителів, що були зобов'язані наглядати за своїми сусідами та регулярно доносити про їхні підозрілі дії відповідним органам влади в Україні згідно з постановою ВУЦВК про затвердження «Положення про десятихатників» від 21 листопада 1923 року. Постанова таємна, опублікуванню не підлягала.

## Відповідальність десятихатників
Відповідно до постанови ВУЦВК про затвердження «Положення про десятихатників» від 21 листопада 1923 року десятихатники несли відповідальність:
- при виявленні в районі їхнього нагляду так званих банд, бандитських елементів і взагалі підозрілих осіб, про наявність яких власті не були поставлені до відома десятихатниками;
- в разі пошкодження, псування і знищення залізничних колій, телефонної мережі та інших державних споруд, що знаходяться в районі, що підлягає спостереженню десятихатників, якщо вони вчасно не донесли про руйнування або псування, що готувалося;
- у разі вбивства або поранення так званими бандитами в районі спостереження десятихатників представників радянської влади, Червоної армії або Комнезамів.

Якщо вбивство ставалося між населеними пунктами, то відповідальність несли десятихатники прилеглих районів.